# Montrevel (Isère)
Montrevel település Franciaországban, Isère megyében. Lakosainak száma 447 fő (2022. január 1.). Montrevel Belmont, Biol, Bizonnes, Blandin, Châbons és Doissin községekkel határos.

## Népesség
A település népességének változása:
| Lakosok száma | 245  | 233  | 262  | 439  | 461  | 461  | 451  | 446  | 447  | 447  |
|               | 1968 | 1982 | 1990 | 2006 | 2013 | 2015 | 2017 | 2019 | 2020 | 2022 |